# Armoriale dei comuni della provincia di Vicenza

Stemma della Provincia di Vicenza

Questa pagina contiene le armi (stemmi e blasonature) dei comuni della provincia di Vicenza.
| Stemma | Comune e blasonatura | Gonfalone e bandiera |
| ------ | --- | -------------------- |
|        | Agugliaro Di azzurro, al dio Nettuno, ignudo, di carnagione, capelluto e barbuto di nero, posto parzialmente in profilo, la testa e il tronco in maestà, la gamba sinistra protesa verso il lembo destro, assiso sul terreno scosceso di verde, uscente dal lembo sinistro, desinente in fascia e unito al lembo destro, il dio Nettuno con la mano destra afferrante il tridente di nero, posto a destra in banda alzata e poggiato sul piede destro, e con la mano sinistra indicante la massa d'acqua, di argento, fluttuosa di azzurro, fondata in punta e uscente dai lembi, fluente dalla cavità rotondeggiante, colma d'acqua, dello stesso, posta a sinistra sotto il terreno scosceso. Ornamenti esteriori da Comune. Gonfalone: drappo di bianco… |                      |
|        | Albettone Partito d'argento e di rosso, al monte di quattro cime, al naturale, attraversante la partizione; col capo d'azzurro, alla croce d'argento. Ornamenti esteriori da Comune. D.C.G. 3 giugno 1929 Gonfalone: Drappo di azzurro, riccamente ornato di ricami d'argento e caricato dallo stemma comunale con la iscrizione centrata in argento, recante la denominazione del Comune. Le parti di metallo ed i cordoni saranno argentati. L'asta verticale sarà ricoperta di velluto azzurro, con bullette argentate poste a spirale. Nella freccia sarà rappresentato lo stemma del Comune e sul gambo inciso il nome. Cravatta con nastri tricolorati dai colori nazionali frangiati d'argento. D.P.R. 26 giugno 2008 |                      |
|        | Alonte D'argento, alla banda di verde. Ornamenti esteriori da Comune. Gonfalone: drappo partito di bianco e di verde… |                      |
|        | Altavilla Vicentina Inquartato: il 1º e il 4º d'oro; il 2º e il 3º d'azzurro, alla stella d'argento (5). Ornamenti esteriori da Comune. R.D. del 13 maggio 1929, RR.LL.PP. del 10 ottobre 1929 Gonfalone: drappo di azzurro… |                      |
|        | Altissimo D'azzurro, alla montagna d'argento, movente dalla punta, sulla cui cima poggia un'aquila sorante, al naturale, con la testa rivoltata. D.C.G del 3 settembre 1929, trascritto nei registri della Consulta Araldica il 13 settembre 1929 Gonfalone: Drappo troncato di bianco e di azzurro caricato riccamente ornato di ricami d'argento e dello stemma comunale con l'iscrizione centrata in argento: Comune di Altissimo. Le parti di metallo ed i cordoni saranno argentati. L'asta verticale sarà ricoperta di velluto dei colori del drappo alternati, con bullette argentate poste a spirale. Nella freccia sarà rappresentato lo stella del Comune e sul gambo inciso il nome. Cravatta con nastri tricolorati dai colori nazionali frangiati d'argento. D.P.R. del 6 luglio 1984 |                      |
|        | Arcugnano D'azzurro, a due monti di verde sorgenti da uno specchio d'acqua e sostenenti ciascuno una torre, quella di destra pentagonale e quella di sinistra quadra, poste di tre quarti, aperte e finestrate del campo, merlate alla guelfa, il tutto al naturale. Ornamenti esteriori da Comune. D.P.R. del 1º novembre 1960 Gonfalone: Drappo di colore azzurro con incluso lo stemma comunale. |                      |
|        | Arsiero Tronco d'albero sradicato, incendiato, accostato da due fiamme di rosso in campo azzurro, sostenuti da una terrazza d'oro. Gonfalone: Drappo azzurro con fregi in oro e coccarda tricolore con al centro lo stemma del Comune e la scritta Comune di Arsiero. |                      |
|        | Arzignano D'azzurro, al grifo spiegato d'oro, con la coda di serpente e due zampe d'uccello, accompagnato da tre stelle pure d'oro. Ornamenti esteriori da Città. D.P.R. del 24 gennaio 1972 Gonfalone: Drappo di azzurro… D.P.R. del 24 gennaio 1972 |                      |
|        | Asiago Partito: al primo di Asiago: d'oro alla croce di rosso; al secondo: d'azzurro alla fascia di rosso; sopra: tre facce barbute al naturale, bendate in fronte rispettivamente d'oro, di rosso, d'argento, accostate; sotto: quattro facce giovanili, come sopra, al naturale, accostate e poste in fascia. Lo scudo sarà fregiato dalla corona di Città, secondo la richiamata immagine e contornato da un ramo di quercia ed un ramo d'alloro uniti da un nastro rosso ed uno azzurro. Sarà altresì fregiato dalle medaglie delle quali la Città di Asiago è stata insignita: Croce di Guerra e Medaglia d'argento al Valore Militare. R.D. del 6 dicembre 1925 Gonfalone: Drappo di giallo alla croce di rosso. Intorno al Drappo una bordura d'azzurro filettata e mostreggiata di rosso. La bordura ornata di elementi decorativi e caricata in alto, nel centro, della corona civica, e all'intorno, poste simmetricamente delle sette teste raffigurate nello stemma. Il drappo terminerà con sei code simili alla bordura, frangiate d'oro. R.D. del 3 maggio 1941   |                      |
|        | Asigliano Veneto Di azzurro, al torrione di rosso, mattonato di nero, rovinato in banda a sinistra, con due merli ghibellini a destra, finestrato con due finestrelle tonde, in palo, di nero, chiuso dello stesso, fondato sulla campagna diminuita, di verde. Ornamenti esteriori da Comune. Gonfalone: Drappo di rosso con la bordatura di azzurro… D.P.R. del 15 novembre 2006 |                      |
|        | Barbarano Mossano D'azzurro, al torrione privo di merli, di rosso, aperto e murato di nero, fondato sulla collina tondeggiante al naturale fondata in punta, sormontato dalla colomba d'argento, volante verso destra, con un ramo d'ulivo al naturale nel becco. Ornamenti esteriori da Comune. Gonfalone: Drappo troncato di rosso e di azzurro. DPR del 5 aprile 2023 |                      |
|        | Bassano del Grappa D'oro, alla torre quadra, all'antica, merlata alla ghibellina, fondata sopra una base di tre gradini, sostenuta da due leoni affrontati, il tutto di rosso. Lo scudo sarà fregiato di corona a cinque fioroni visibili, o di città. D.P.C.M. del 21 aprile 1907 Gonfalone: Drappo di rosso… |                      |
|        | Bolzano Vicentino Troncato ondato di verde e d'argento, alla ruota di molino al naturale, attraversante sul tutto. Ornamenti esteriori da Comune. Gonfalone: Drappo di colore verde riccamente ornato di ricami d'argento e caricato dello stemma comunale con l'iscrizione centrata in argento. Le parti di metallo ed i cordoni saranno argentati. L'asta verticale sarà ricoperta di velluto azzurro con bullette argentate poste a spirale. Cravatta e nastri ricolorati dei colori nazionali frangiati d'argento. RD del 28 agosto 1930 |                      |
|        | Breganze Troncato: il 1º d'argento a tre teste al naturale, poste in maestà; il 2º di rosso al grappolo d'uva nera, gambuto e fogliato di verde D.C.G del 26 maggio 1930 |                      |
|        | Brendola D'azzurro, al leone d'oro. Decreto del Capo del Governo 14 dicembre 1932 Gonfalone: Drappo di giallo… Decreto del Capo del Governo 25 settembre 1997 |                      |
|        | Bressanvido Partito: nel primo d'argento alla torre di rosso, sormontata da una crocetta latina dello stesso; nel secondo d'azzurro, al toro d'oro, passante sulla terrazza di verde, sormontato da due spighe di grano al naturale, decussate. D.P.R. 7 ottobre 1977 Gonfalone: drappo partito di azzurro e di bianco… |                      |
|        | Brogliano R.D. del 1º febbraio 1938, RR.LL.PP. del 22 settembre 1939 Gonfalone: R.D. del 1º febbraio 1938, RR.LL.PP. del 22 settembre 1939 |                      |
|        | Caldogno D'oro, all'aquila col volo abbassato di rosso, coronata del campo Gonfalone: drappo partito di giallo e di rosso… |                      |
|        | Caltrano Castello a sei torri la maggiore delle quali è sormontata da una stella a sei punte d'oro in campo azzurro e giallo. |                      |
|        | Calvene Di cielo, alle alte due colline tondeggianti, di verde, fondate in punta e uscenti dai fianchi, la collina a sinistra maggiore, la collina a destra sormontata dal fiore del giglio di montagna di sei petali, di rosso, esse colline caricate dal ponte di argento, murato di nero, con l'arco ribassato, le spallette uscenti dai fianchi e sostenute dallo scaglione diminuito, rovesciato, di azzurro, caricato da sei pali di argento, caricante le due colline. Ornamenti esteriori da Comune. Decreto del Presidente della Repubblica 18 aprile 2006 Gonfalone: Drappo partito di azzurro e di bianco, riccamente ornato di ricami d'argento e caricato dallo stemma sopra descritto con la iscrizione centrata in argento, recante la denominazione del Comune. |                      |
|        | Camisano Vicentino D'argento, a due fasce d'azzurro. Ornamenti esteriori da Città. Decreto del Presidente della Repubblica 1º marzo 1952 Gonfalone: Drappo partito di bianco e d'azzurro… |                      |
|        | Campiglia dei Berici D'azzurro, alla cortina di muro rosso, mattonata d'argento, munita di sei merli e di due semimerli alla guelfa, accompagnata in capo dalla crocetta greca patente di rosso; la cortina di mura caricata di due spighe di grano gambute, fogliate e fruttate d'oro decussate Gonfalone: Drappo troncato di rosso e di azzurro… |                      |
|        | Campolongo sul Brenta (dal 2019 fa parte del comune di Valbrenta) Stemma in campo azzurro con base verde, sormontato da corona merlata d'argento e rosso, rappresentante un fiore di pianta di tabacco giallo, stelo verde e quattro foglie in giallo e verde circondato da 5 piccoli volti rappresentanti le Contrade dei Sette Comuni. Gonfalone: Drappo di color bianco riccamente ornato di ricami d'argento |                      |
|        | Carrè Gonfalone: drappo di azzurro… |                      |
|        | Cartigliano D'azzurro, al leone d'oro, posante su di una zolla verde, impugnante uno stocco d'argento, accompagnato in capo da tre stelle d'argento poste in fascia R.D. del 27 luglio 1928, RR.LL.PP. del 14 marzo 1929 Gonfalone: Drappo partito di bianco e di azzurro… |                      |
|        | Cassola D'oro, alla casa di rosso, aperta e finestrata del campo, fondata sulla campagna erbosa. R.D. del 13 ottobre 1927, RR.LL.PP. del 23 febbraio 1928 Gonfalone: drappo troncato di giallo e di rosso… D.P.R. del 25 febbraio 1970 |                      |
|        | Castegnero La parte superiore d'oro, porta in nero su tutta la sua altezza, la riproduzione in prospettiva angolare del tempio della Fortuna Virile di Roma, con la scritta "Fortunae" sulla base laterale. La parte inferiore di verde, porta in nero la riproduzione dei resti di un classico tempio greco, con la scritta "Palladium" su di una base laterale. Divide le due parti dello scudo, una fascia rossa larga un settimo dell'altezza dello scudo, delimitata da ambo le parti da una linea nera. |                      |
|        | Castelgomberto D'argento, al castello di rosso, torricellato di un pezzo centrale, merlato alla ghibellina, aperto e finestrato del campo, e fondato su una terrazza di verde, alla bandierina, bianca, rossa e verde, piantata sul merlo centrale della torre. D.P.C.M. del 3 settembre 1951 Gonfalone: drappo partito di bianco e di rosso riccamente ornato di ricami di argento e caricato dello stemma comunale con l'iscrizione centrata in argento: Comune di Castelgomberto. Le parti di metallo ed i cordoni saranno argentati. L'asta verticale sarà ricoperta di velluto dai colori, intercalati, di bianco e di rosso con bullette argentate poste a spirale. Nella freccia sarà rappresentato lo stemma del Comune e sul gambo inciso il nome. Cravatta e nastri tricolorati dai colori nazionali frangiati d'argento. D.P.R. del 26 ottobre 1952 |                      |
|        | Chiampo Di verde, alla capra rampante al naturale. R.D. dell'8 maggio 1933, registrato alla Corte dei Conti il 7 luglio 1933, Reg. 6, Foglio 59, RR.LL.PP. del 14 dicembre 1933 Gonfalone: Drappo di colore azzurro riccamente ornato di ricami d'argento e caricato dello stemma comunale. Le parti di metallo ed i cordoni saranno argentati. L'asta verticale sarà ricoperta di velluto azzurro con bullette argentate poste a spirale. Cravatta e nastri tricolorati dai colori nazionali frangiati d'argento R.D. dell'8 maggio 1933, registrato alla Corte dei Conti il 7 luglio 1933, Reg. 6, Foglio 59, RR.LL.PP. del 14 dicembre 1933 |                      |
|        | Chiuppano D'azzurro, alla colomba al naturale, svolazzante e beccante la cima di un monte di verde R.D. del 16 febbraio 1931, RR.LL.PP. del 14 gennaio 1932 Gonfalone: R.D. del 16 febbraio 1931, RR.LL.PP. del 14 gennaio 1932 |                      |
|        | Cismon del Grappa (dal 2019 fa parte del comune di Valbrenta) Gonfalone: drappo partito di giallo e di azzurro… |                      |
|        | Cogollo del Cengio Cumulo di pietre di colore argentato su scudo rosso Gonfalone: drappo di azzurro… |                      |
|        | Conco (dal 2019 fa parte del comune di Lusiana Conco) D'azzurro, al monte di tre cime al naturale, all'alabarda d'argento, posta in palo e uscente dalla punta. R.D. del 9 dicembre 1937, RR.LL.PP. del 4 marzo 1940 Gonfalone: drappo di azzurro… R.D. del 9 dicembre 1937, RR.LL.PP. del 4 marzo 1940 |                      |
|        | Cornedo Vicentino D'azzurro, a tre alberi di corniola, di verde, fruttati di rosso, nodriti su di un monte di tre colli di verde, movente dalla punta; alla fascia ondata, alzata, attraversante, d'argento, col motto di nero: « AB SILIVS CORNETIS » R.D. del 2 marzo 1931, RR.LL.PP. del 28 gennaio 1932 Gonfalone: drappo di azzurro… R.D. del 2 marzo 1931, RR.LL.PP. del 28 gennaio 1932 |                      |
|        | Costabissara Fasciato d'azzurro e d'argento di quattro pezzi, a due bisce d'argento, ondeggianti in palo, attraversanti e affrontate. Gonfalone: Drappo partito di azzurro e di bianco… |                      |
|        | Creazzo D'azzurro, alle tre conchiglie d'argento poste 2, 1. Ornamenti esteriori da Comune. R.D. del 26 luglio 1929, RR.LL.PP. del 15 ottobre 1931 Gonfalone: Drappo di bianco… |                      |
|        | Crespadoro In campo grigio chiaro corso d'acqua nascente da cime di monti celeste chiaro scendente a valle tra file di colline azzurre e verdi. Gonfalone: drappo di bianco… |                      |
|        | Dueville Campo di cielo, a due guerrieri romani, astati, rivolti e passanti a cavallo su campagna di verde, il primo di rosso, su cavallo di argento, il secondo di argento su cavallo di rosso, sormontato ognuno da una stella d'oro D.C.G del 23 aprile 1931 Gonfalone: La scritta "C. Duilius M.F. Romae" riportata nella bandiera non trova conferma nello stemma araldico R.D. del 16 febbraio 1931, RR.LL.PP. del 18 gennaio 1932 |                      |
|        | Enego Di rosso, alla croce patente, scorciata, d'argento. Ornamenti esteriori di Comune D.P.R. del 18 febbraio 2011 Gonfalone: drappo di bianco con la bordatura di rosso… Stemma precedentemente in uso: di azzurro, alla croce patente d'argento. Ornamenti esteriori di Comune. Stemma come da precedente decreto: d'azzurro, alla croce piena d'argento. Ornamenti esteriori di Comune. R.D. del 10 ottobre 1929 |                      |
|        | Fara Vicentino D'azzurro, ad una pianta di vite al naturale, radicata sulla campagna di verde, pampinosa e fruttata di tre d'oro. Decreto del Presidente della Repubblica 11 maggio 1979 |                      |
|        | Foza |                      |
|        | Gallio D'azzurro, al gallo ardito d'oro, imbeccato, linguato e armato di rosso, con la cresta, i bargigli e le zampe pure di rosso, posto di profilo a destra sulla terrazza di verde. Ornamenti esteriori da Comune. Decreto 7 settembre 1933 Gonfalone: Drappo di azzurro… |                      |
|        | Gambellara In campo rosso a sinistra con grappolo d'uva d'oro, gambuto e fogliato di verde, e campo azzurro a destra con obelisco risorgimentale sormontato da stella a quattro punte. Reale Decreto 31 maggio 1934 Gonfalone: Drappo tagliato di verde e di rosso… |                      |
|        | Gambugliano D'azzurro, al castello d'argento, chiuso finestrato e murato di nero, merlato alla ghibellina, la cortina di 6, le due torri ciascuna di 3, terrazzato di verde erboso, attraversato da una mandria di buoi al pascolo e sormontato da un covone di grano d'oro, legato di rosso. Segni esteriori da comune. Gonfalone: Drappo di bianco… |                      |
|        | Grisignano di Zocco Tagliato di rosso e d'azzurro alla sbarra in divisa d'argento attraversante sulla partizione: nel 1º di rosso, al cavallo inalberato d'oro, nel 2º d'azzurro, al ceppo sradicato d'oro, fogliato di cinque dello stesso. Ornamenti esteriori da Comune. D.P.R. del 24 febbraio 1972 Gonfalone: Drappo di rosso, riccamente ornato di ricami d'argento e caricato dello stemma sopra descritto con la iscrizione centrata in argento: Comune di Grisignano di Zocco. D.P.R. del 24 febbraio 1972 |                      |
|        | Grumolo delle Abbadesse Trinciato: nel 1º di rosso, al triregno e alle chiavi in decusse, d'argento; nel 2º d'argento, al castello di rosso, torricellato di un pezzo, merlato alla ghibellina, aperto e finestrato del campo, accostato da due listelli d'azzurro in banda, posti uno sopra e uno sotto il castello. D.P.R. del 15 luglio 1956 |                      |
|        | Isola Vicentina Troncato di rosso e d'azzurro, caricato da quattro anelli d'oro intrecciati (1-1-2). Sotto lo scudo, su lista svolazzante d'azzurro con le estremità bifide, il motto in caratteri d'oro: Communitas Insularum. Ornamenti esteriori da Comune. D.P.R. del 18 febbraio 1969 Gonfalone: drappo troncato di azzurro e di rosso… |                      |
|        | Laghi Gonfalone: drappo troncato di azzurro e di giallo… |                      |
|        | Lastebasse Gonfalone: drappo di azzurro… |                      |
|        | Longare D'azzurro, all'albero su una campagna, il tutto al naturale, accompagnato in capo da tre stelle di otto punte d'oro R.D. del 23 luglio 1937 Gonfalone: Drappo di azzurro… |                      |
|        | Lonigo D'azzurro, al leone d'oro, sostenente con la branca destra anteriore un crescente montante figurato d'argento. D.C.G del 22 aprile 1929 Gonfalone: drappo di azzurro… R.D. del 28 dicembre 1928, RR.LL.PP. del 15 aprile 1929 |                      |
|        | Lugo di Vicenza D'azzurro, alla torre di rosso, mattonata di nero, chiusa dello stesso, finestrata di due finestre ordinate in fascia, di nero, con il fastigio rovinato, sostenuta dalla scalea di quattro pezzi, digradanti in sbarra e in banda, con i gradini di fronte e in profilo, fondata in punta, di argento, essa torre accompagnata dall'uccello di nero, volante in banda in capo a destra, e da tre pini d'Italia, di verde, fustati al naturale, uno a destra, due a sinistra, nodriti su tre colli di verde, fondati in punta e uscenti dai fianchi e dalla scalea, i pini con dimensioni disuguali, il pino a sinistra, vicino alla torre, più alto e con la chioma più ampia, il pino posto a destra con altezza e chioma mediane, il secondo pino posto a sinistra con altezza e chioma esigue, la chioma attraversante il tronco del pino maggiore e uscente dal fianco sinistro. |                      |
|        | Lusiana (dal 2019 fa parte del comune di Lusiana Conco) Spaccato a punta: 1º d'azzurro, al crescente d'argento, (la luna sacra a Diana), 2º di verde, ai tre abeti al naturale, male ordinati, due in fascia attraversanti la partizione con le vette accostanti il crescente, uno in punta, tutti nodriti dal campo (il bosco di M. Cornione) R.D. del 9 novembre 1933, RR.LL.PP. del 21 febbraio 1935 Gonfalone: Drappo di azzurro… R.D. del 9 novembre 1933, RR.LL.PP. del 21 febbraio 1935 |                      |
|        | Lusiana Conco Inquartato: nel PRIMO d'azzurro, al crescente montante d'argento; nel SECONDO di rosso, alla stella (5) d'argento; nel TERZO ai tre abeti al naturale, bene ordinati, nodriti sulla montagna di verde; nel QUARTO d'azzurro, al monte di tre cime al naturale, all'alabarda d'argento, posta in palo, uscente dalla punta e attraversante. Ornamenti esteriori da Comune. Gonfalone: Drappo di bianco con la bordatura di azzurro. DPR del 3 marzo 2023 |                      |
|        | Malo |                      |
|        | Marano Vicentino Decreto del Presidente della Repubblica 3 giugno 1956 Gonfalone: Decreto del Presidente del Consiglio dei Ministri 28 novembre 1956 |                      |
|        | Marostica D'azzurro, da un lato un colle con edificio fortificato e dall'altro lato un leone che sale di color aureo, che porta con le unghie anteriore una bandiera avente in campo bianco una croce formata da una linea azzurra e rossa, com'è rossa l'asta medesima. Decreto del Presidente del Consiglio dei Ministri 19 febbraio 1962 Gonfalone: Drappo di bianco al palo d'azzurro e alla banda di rosso… Decreto del Presidente della Repubblica 20 febbraio 1962 Il gonfalone della Città di Marostica è decorato dalla Croce al merito di guerra concesso dal Ministero della Guerra in data 12 maggio 1921 |                      |
|        | Mason Vicentino Troncato: nel 1º d'oro, a due stelle di otto raggi d'azzurro, ordinate in fascia; nel 2º d'azzurro, ad una stella di otto raggi d'oro. R.D. del 29 agosto 1929, RR.LL.PP. del 19 novembre 1931 Gonfalone: Drappo di azzurro… R.D. del 29 agosto 1929, RR.LL.PP. del 19 novembre 1931 |                      |
|        | Molvena D'azzurro, al bacile con fontana d'argento, zampillante acqua al naturale, accompagnata in capo da tre stelle a sei raggi d'argento, ordinate in fascia. Decreto del Presidente della Repubblica 29 ottobre 1958 Gonfalone: Drappo partito di bianco e azzurro, riccamente ornato di ricami d'argento e caricato dallo stemma comunale del Comune con l'iscrizione centrata in argento: "Comune di Molvena". Le parti di metallo ed i cordoni sono argentati, l'asta verticale è ricoperta di velluto dei colori del drappo, alternati, con bullette argentate poste a spirale; sulla freccia è rappresentato lo stemma del Comune e sul gambo inciso il nome; cravatta e nastri tricolorati dei colori nazionali frangiati d'argento. |                      |
|        | Monte di Malo R.D. del 18 gennaio 1937, RR.LL.PP. del 10 marzo 1938 Gonfalone: drappo di azzurro… R.D. del 18 gennaio 1937, RR.LL.PP. del 10 marzo 1938 |                      |
|        | Montebello Vicentino D'azzurro, al castello di rosso, torricellato di tre pezzi merlati alla guelfa, aperto e finestrato dello stesso, piantato su un colle di verde. D.C.G. del 16 dicembre 1936 Gonfalone: drappo di azzurro… |                      |
|        | Montecchio Maggiore Di bianco, alla croce di rosso. D.C.G del 20 ottobre 1936 Gonfalone: Drappo di azzurro… |                      |
|        | Montecchio Precalcino D'azzurro, ad un monte di verde uscente da un corso d'acqua al naturale e sostenente sulla vetta una torre d'argento, murata di nero, aperta del campo, merlata alla guelfa; il monte è caricato da una fornace d'argento, murata di nero, fiammeggiante al naturale. Decreto del Presidente della Repubblica 19 febbraio 1979 |                      |
|        | Montegalda Di azzurro, alla torre d'oro, murata di nero, merlata alla ghibellina di cinque, finestrata con finestrella tonda di nero, chiusa dello stesso, fondata sulla collina trapezoidale di verde, fondata in punta, essa torre accompagnata dal sole d'oro, posto nel cantone destro del capo. Ornamenti esteriori da Comune. Decreto del Presidente della Repubblica 7 febbraio 2002 Gonfalone: Drappo di giallo… |                      |
|        | Montegaldella Di azzurro, al grappolo d'uva, di argento, unito al tralcio, posto in banda, di verde, esso tralcio pampinoso di quattro, dello stesso, tre pampini posti a sinistra, uno a destra; al capo palato d'oro e di rosso, di quattro pezzi. Ornamenti esteriori da Comune. Decreto del Presidente della Repubblica 24 settembre 1997 Gonfalone: Drappo di rosso… |                      |
|        | Monteviale Troncato d'oro e di rosso, all'olmo attraversante, di verde, fustato e sradicato al naturale, esso albero ornato all'altezza del tronco dal motto, scritto con lettere maiuscole d'oro e con andamento concavo IN VETERIS ULMI UMBRA, le parole IN VETERIS leggibili a destra del tronco, le parole ULMI UMBRA, leggibili a sinistra di detto tronco. Ornamenti esteriori da Comune. D.P.R. del 19 agosto 2016 Gonfalone: Drappo partito di rosso e di giallo… D.P.R. del 19 agosto 2016 Gonfalone precedentemente in uso: Drappo ornato di ricami d'oro con sfondo diviso equamente a metà verticale, in cui la metà di sinistra è di colore rosso e la metà di destra è gialla, e caricato dello stemma comunale. Le parti di metallo ed i cordoni saranno dorati. L'asta verticale sarà ricoperta di velluto rosso, con bullette dorate poste a spirale. La freccia sarà semplice e sul lembo inciso il nome. Cravatta e nastri tricolorati dai colori nazionali frangiati d'oro.                                                                                  |                      |
|        | Monticello Conte Otto D'azzurro, al monticello di verde, sostenente un palazzo medioevale, murato di pietra, con un fiumicello al naturale in punta allo scudo. Lo scudo sarà sormontato dalla corona di Comune. R.D. del 19 aprile 1923, RR.LL.PP. del 20 dicembre 1923 |                      |
|        | Montorso Vicentino D'argento, al castello di rosso, merlato alla guelfa, murato di nero, sostenente un orso levato dello stesso, e fondato su di una montagna di verde. Decreto del Presidente della Repubblica 13 novembre 1973 Gonfalone: Drappo troncato, di rosso e di bianco, riccamente ornato di ricami d'argento e caricato dello stemma civico con l'iscrizione centrale in argento: COMUNE DI MONTORSO VICENTINO. Le parti di metallo e i cordoni saranno argentati. L'asta verticale sarà ricoperta di velluto dei colori del drappo, alternati, con bullette argentate poste a spirale. Nella freccia sarà rappresentato lo stemma del Comune e sul gambo inciso il nome. Cravatta e nastri tricolorati dai colori nazionali frangiati d'argento. |                      |
|        | Mussolente D'azzurro, alla collina di Mussolente, al naturale, col castello merlato, fondato sulla cima. Motto: Misquilenses. R.D. del 10 settembre 1914, RR.LL.PP. del 24 dicembre 1914 |                      |
|        | Nanto D'azzurro, alla fascia d'argento, colla torre al naturale, merlata, di cinque pezzi, alla ghibellina, fondata sulla campagna cucita di verde, attraversante e cimata da una bandiera d'argento, fustata d'oro. R.D. del 24 gennaio 1892, RR.LL.PP. del 25 luglio 1892 Gonfalone: drappo di azzurro… DPR n. 4186 del 25 settembre 1989 |                      |
|        | Nogarole Vicentino D.P.R. 25 giugno 1953 Gonfalone: Drappo di azzurro… |                      |
|        | Nove Troncato: nel primo d'azzurro, alla fiamma di tre punte d'oro; nel secondo d'argento, a due fasce ondate di verde. R.D. del 10 giugno 1929, RR.LL.PP. del 9 ottobre 1930 Gonfalone: drappo di azzurro… R.D. del 10 giugno 1929, RR.LL.PP. del 9 ottobre 1930 |                      |
|        | Noventa Vicentina |                      |
|        | Orgiano Di rosso, troncato orizzontalmente da una fascia azzurra. Il tronco superiore reca un leone d'oro, con corona a quattro punte, emergente dalla fascia; il tronco inferiore è decorato da graticolato d'oro. Decreto del Presidente della Repubblica 27 luglio 1987 Gonfalone: Drappo di azzurro… |                      |
|        | Pedemonte D'argento, al ceppo di vite nodrito su un monte di verde, uscente dalla punta, fogliato di quattro dello stesso, con due grappoli di uva nera, uno per parte del tronco. D.P.R. del 25 agosto 1953 Gonfalone: drappo partito di bianco e di verde… |                      |
|        | Pianezze |                      |
|        | Piovene Rocchette D'argento, a tre teste di leone coronato all'antica di rosso, volte a destra, poste 2-1. R.D. del 12 febbraio 1930, RR.LL.PP. del 18 gennaio 1932 Gonfalone: drappo d'azzurro… R.D. del 12 aprile 1934, RR.LL.PP. del 18 marzo 1935 |                      |
|        | Pojana Maggiore D'azzurro, al castello al naturale, torricellato di uno, merlato alla guelfa, aperto e finestrato e murato di nero; artigliata sulla sommità della torre una poiana al naturale, imbeccata e dal volo spiegato. Decreto del Presidente della Repubblica 27 settembre 1962 Gonfalone: Drappo d'azzurro, riccamente ornato di ricami d'argento e caricato dello stemma sopra descritto, con la iscrizione centrata in argento: Comune di Poiana Maggiore. Le parti di metallo ed i cordoni saranno argentati. L'asta verticale sarà ricoperta di velluto azzurro con bullette argentate poste a spirale. Nella freccia sarà rappresentato lo stemma del Comune e sul gambo inciso il nome. Cravatta e nastri tricolorati dai colori nazionali, frangiati d'argento. |                      |
|        | Posina D'oro, al fiume al naturale, defluente in palo a guisa di cascata, e poscia in fascia da destra a sinistra tra rocce al naturale e prati di verde, sovrastati dal monte Pasubio al naturale, accompagnato nel canton destro del capo da una pianta di rododendro, fiorita di cinque di rosso, gambuta e fogliata di verde. |                      |
|        | Pove del Grappa R.D. del 2 dicembre 1937, RR.LL.PP. del 12 ottobre 1939 Gonfalone: drappo di azzurro… |                      |
|        | Pozzoleone D'azzurro, al puteale al naturale, posto a destra dello scudo, sopra pianura di verde, sinistrato da un leone, pure al naturale poggiante con le anteriori sulla sponda del puteale. D.C.G del 23 dicembre 1929 Gonfalone: Drappo partito di rosso e di azzurro… |                      |
|        | Quinto Vicentino Partito di rosso e di verde, alla fascia d'argento, con un cervo rampante, al naturale, sulla partizione. R.D. del 10 marzo 1932, RR.LL.PP. del 19 agosto 1932 Gonfalone: drappo partito di verde e di rosso… |                      |
|        | Recoaro Terme |                      |
|        | Roana D'azzurro, alla lettera R maiuscola di nero, accostata da un'accetta d'argento, rivolta, in sbarra; da una trivella dello stesso in banda e da una sega d'oro in fascia. Il tutto accompagnato da tre C maiuscole di nero. Decreto del Presidente della Repubblica 11 dicembre 1974 Gonfalone: Drappo partito, di bianco e di giallo, riccamente ornato di ricami d'argento e caricato dello stemma civico con la iscrizione centrata in argento: Comune di Roana. Le parti di metallo ed i cordoni saranno argentati. L'asta verticale sarà ricoperta di velluto dei colori del drappo, alternati, con bullette argentate poste a spirale. Nella freccia sarà rappresentato lo stemma del Comune e sul gambo inciso il nome. Cravatta e nastri tricolori dai colori nazionali frangiati d'argento. |                      |
|        | Romano d'Ezzelino Inquartato: nel 1º d'argento, a quattro fasce di verde, con la bordatura d'oro; nel 2º d'azzurro, alla corona di otto fioroni d'oro (5 visibili) dalla quale escono le ali, il collo, la testa di un cigno d'argento, tenente con becco di rosso un ferro di cavallo pure d'argento; nel 3º d'azzurro, all'elmo all'antica, con svolazzi e pennacchio d'argento; nel 4º d'argento, a sette gigli d'oro, con la bordatura d'oro. D.C.G del 5 febbraio 1937 Stemma in uso: partito: nel 1º fasciato di verde e d'oro, di nove pezzi, nel 2º d'argento, seminato di gigli, afferrato da un cigno alato e coronato, la cui coda scende a fianco dello scudo, sorgente da una corona e tenente col becco un ferro di cavallo. Gonfalone: drappo partito di giallo e di verde… |                      |
|        | Rosà Partito d'azzurro e d'argento, alla fascia diminuita dell'uno all'altro, caricata della rosa al naturale, gambuta e fogliata di verde, posta in palo, attraversante. Ornamenti esteriori da Comune. Gonfalone: Drappo di bianco… |                      |
|        | Rossano Veneto Troncato in tre: a) d'azzurro, alla cometa d’oro, posta in fascia; b) d'argento, a tre rose di rosso al naturale, 1 e 2; c) d’oro, al ramo di rosa verde, al naturale, e prolungato fino ad attraversare il campo di detto secondo punto, per sostenervi le tre rose. D.C.G. del 14 aprile 1927 Gonfalone: Drappo d'azzurro, recante nel mezzo lo stemma comunale, con bordatura di ricamo intrecciato d'oro e di verde, con una rosa araldica di rosso a ciascun angolo. R.D. del 27 febbraio 1927, RR.LL.PP. del 7 luglio 1927 |                      |
|        | Rotzo D'azzurro, alle due torri quadrangolari, d'oro, murate di nero, con lo spigolo a sinistra in evidenza, merlate di tre alla ghibellina, chiuse di nero, finestrate dello stesso in palo, la torre posta a destra più alta e più larga, finestrata di tre, la torre posta a sinistra finestrata di due, fondate sulla campagna diminuita di verde; alla bordatura diminuita d'oro. Ornamenti esteriori da Comune. Gonfalone: drappo inquartato di azzurro e di giallo e bordato di azzurro… Gonfalone ufficiale: Drappo inquartato di azzurro e di giallo… |                      |
|        | Salcedo Di rosso, alla sbarra diminuita, d'argento, attraversata dalla banda diminuita, di azzurro; al capo di azzurro, caricato dalla lettera maiuscola S, d'oro, accompagnata da due stelle di otto raggi, dello stesso, una a destra, una a sinistra, Ornamenti esteriori da Comune D.P.R. del 24 settembre 1997 Gonfalone: drappo di giallo, riccamente ornato di ricami d'argento e caricato dallo stemma sopra descritto con la iscrizione centrata in argento, recante la denominazione del Comune. Le parti di metallo ed i cordoni saranno argentati. L'asta verticale sarà ricoperta di velluto giallo, con bullette argentate poste a spirale. Nella freccia sarà rappresentato lo stemma del Comune e sul gambo inciso il nome. Cravatta con nastri tricolori dai colori nazionali frangiati d'argento. |                      |
|        | San Nazario (dal 2019 fa parte del comune di Valbrenta) Gonfalone: drappo di azzurro… |                      |
|        | San Pietro Mussolino Gonfalone: drappo di azzurro… |                      |
|        | San Vito di Leguzzano D'argento, alla croce di rosso. Ornamenti esteriori di Comune. |                      |
|        | Sandrigo Trinciato: nel 1º di verde, alla spiga di frumento d'oro, posta in banda; nel 2º d'oro, al ramo di vite pampinoso di verde, fruttato di rosso, posto pure in banda. R.D. del 10 giugno 1929, RR.LL.PP. del 9 ottobre 1930 Gonfalone: Drappo trinciato di giallo e di verde riccamente ornato di ricami d'argento e caricato dello stemma del Comune con l'iscrizione centrata in argento: Comune di Sandrigo. Le parti di metallo ed i cordoni saranno argentati. L'asta verticale sarà ricoperta di velluto dai colori giallo e verde, alternati, con bullette argentate poste a spirale. Nella freccia sarà rappresentato lo stemma del Comune e sul gambo inciso il nome. Cravatta e nastri tricolorati dai colori nazionali frangiati di argento. |                      |
|        | Santorso Stemma precedentemente in uso: d'argento, alla croce di rosso Gonfalone: drappo partito di bianco e di rosso… |                      |
|        | Sarcedo Partito: nel 1º di argento; nel 2º fasciato di argento e rosso, di 10 pezzi, al castello dell'uno e dell'altro, torricellato di un pezzo centrale, sostenuto da due leoni rampanti, al naturale, poggiati sui merli esterni del castello, merlato alla guelfa, aperto e finestrato di nero, fondato su una collina di verde, al naturale, caricata di un corso di acqua, scendente in sbarra ondata, di azzurro, al capo di rosso, caricato d'una croce d'argento. Gonfalone: Partito di bianco e di rosso. Drappo riccamente ornato di ricami di argento e caricato dell'Arma Civica. Ornamenti esteriori coll'iscrizione centrata in argento. Comune di Sarcedo. Le parti di metallo, cordoni e mappa di argento. Asta verticale ricoperta di velluto bianco e rosso. Cravatta e nastri tricolori nazionali frangiati di argento. |                      |
|        | Sarego D'azzurro, al castello d'argento, infiammato, al naturale, sulla cima delle torri, delle finestre e porte; al capo di rosso, carico di tre spade al naturale, rovesciate, senza guardia, ciascuna posta in banda ed una sull'altra. ornamenti esteriori da Comune. R.D. dell'11 marzo 1906 Gonfalone: drappo di azzurro… |                      |
|        | Schiavon Di rosso, al bue al naturale, stante su campagna verde, fondata in punta. Ornamenti esteriori di Comune Gonfalone: drappo di azzurro… |                      |
|        | Schio Uno scudo d'oro con croce ordinaria rossa accostato da due rami d'olivo fruttati al naturale, decussati sotto la punta e legati di rosso. R.D. del 29 agosto 1870 Gonfalone: drappo partito di giallo e di rosso… D.P.R. del 3 febbraio 1989 |                      |
|        | Solagna D'azzurro, alla croce latina uscente dalla punta, accollata da una serpe con la testa rivolta e la coda passante dietro l'asta della croce, il tutto al naturale. Decreto del Presidente del Consiglio dei Ministri 24 luglio 1953 Gonfalone: drappo di azzurro… |                      |
|        | Sossano D'azzurro, alla barra d'argento obliqua sulla quale è scritta la parola in caratteri maiuscoli neri "COELSANUS" accompagnata nel cantone superiore sinistro da un sole radioso e nel cantone inferiore destro da un quarto di luna crescente d'argento fra due stelle anch'esse d'argento poste in sbarra. D.C.G del 14 aprile 1937 Gonfalone: Drappo di azzurro… |                      |
|        | Sovizzo Fasciato di rosso e d'argento, di quattro pezzi, al castello al naturale, torricellato di due pezzi, merlato alla guelfa, aperto e finestrato di nero, posto su un colle di verde. Capo del Littorio: di rosso (porpora) e fascio Littorio d'oro circondato da due rami di quercia e d'alloro, annodati da un nastro dai colori nazionali. Ornamenti esteriori da comune. Dopo il periodo fascista il capo del littorio è stato abolito Reale Decreto 19 dicembre 1935, n° 3675, RR.LL.PP. dell'8 febbraio 1939 Gonfalone: Drappo troncato di rosso e di bianco riccamente ornato di ricami d'argento e caricato dello stemma comunale con l'iscrizione centrata in argento: COMUNE DI SOVIZZO. Le parti di metallo ed i nastri saranno argentati. L'asta verticale sarà ricoperta di velluto rosso con bullette argentate poste a spirale. Nella freccia sarà rappresentato lo stemma del Comune e sul gambo inciso il nome. Cravatte e nastri tricolori dai colori nazionali frangiati d'argento. Reale Decreto 17 maggio 1937, n. 899, RR.LL.PP. dell'8 febbraio 1939 |                      |
|        | Tezze sul Brenta D'argento, alla banda d'azzurro, accompagnata da due quadrifogli gambuti di verde, posti uno sopra e uno sotto. Decreto del Presidente della Repubblica 16 febbraio 1956 Gonfalone: Drappo trinciato di verde e di bianco, riccamente ornato di ricami d'argento e caricato dello stemma comunale con l'inscrizione centrata in argento: Comune di Tezze sul Brenta. Le parti di metallo ed i cordoni saranno argentati. L'asta verticale sarà ricoperta di velluto dai colori del drappo alternati, con bullette argentate poste a spirale. Nella freccia sarà rappresentato lo stemma del Comune e sul gambo inciso il nome. Cravatta e nastri tricolorati dai colori nazionali frangiati d'argento. |                      |
|        | Thiene D'azzurro, al piccione al naturale, dal volo spiegato rivolto a sinistra, tenente nel becco un ramo d'ulivo, sostenente con le zampe un tralcio di vite, fruttato di nero e fogliato di verde, posto in fascia. Decreto del Capo del Governo 1º febbraio 1936 Gonfalone: drappo di azzurro… |                      |
|        | Tonezza del Cimone |                      |
|        | Torrebelvicino D'azzurro, alla torre quadrata, merlata alla ghibellina, murata e finestrata, fondata su colle di verde e accostata da due cipressi al naturale. Il colle è attraversato da una stradina di campagna. D.P.R. dell'8 gennaio 1982 Gonfalone: Drappo partito di bianco e di azzurro… |                      |
|        | Torri di Quartesolo |                      |
|        | Trissino Di azzurro, alla montagna di tre cime di verde, terrazzata pure dello stesso, su riviera d'argento, movente dalla punta, la montagna cimata da un castello al naturale, addestrato e sinistrato da due agnelli affrontanti e passanti sulla pianura d'oro. Lo scudo sarà fregiato di ornamenti da Comune. R.D. del 10 giugno 1929, RR.LL.PP. del 9 ottobre 1930 Gonfalone: drappo di bianco bordato di verde e di rosso… |                      |
|        | Valbrenta Inquartato: nel primo, d'azzurro, al leone di San Marco, rivolto, d'oro, tenente il libro aperto, d'argento, caricato dalla scritta Pax tibi Marce evangelista meus, a lettere maiuscole, di nero; nel secondo, d'argento, al monte di tre cime, di verde, fondato in punta, la prima e la terza più alte, discendenti dai fianchi, la mediana sostenente una bandiera, ondeggiante in fascia, interzata in palo, di rosso, di bianco al naturale, del primo, caricata al centro da una croce scorciata, di rosso, fissata su un'asta terminante a lancia; nel terzo, d'argento, al delfino al naturale, nuotante sul mare verso sinistra e portante sul dorso il caduceo di Mercurio, con serpi verdi e ali cucite d'argento, posto in palo; nel quarto, d'azzurro, alla pianta di tabacco di verde, fogliata di cinque dello stesso, fiorita di tre, d'argento, nodrita nella pianura di verde. Ornamenti esteriori da Comune. Gonfalone: Drappo di bianco, bordato d'azzurro. DPR del 19 novembre 2020                                                              |                      |
|        | Valdagno Di azzurro, all'agnello di argento, rivoltato, con la testa volta a destra, con l'arto anteriore destro alzato e tenente l'asta crociata, d'oro, posta in banda alzata, attraversata dalla testa dell'agnello, munita di banderuola bifida, d'argento, sventolante a destra, caricata dalla parola PAX, in lettere maiuscole d'oro, esso agnello sostenuto da due rupi, di verde, fondate in punta e uscenti dai fianchi dello scudo, con il fiume di argento, centrale, posto in palo e scorrente tra le rupi, fondato in punta. Ornamenti esteriori da Città Decreto del Presidente della Repubblica 29 marzo 1995 in sostituzione del Reale Decreto 2 giugno 1927 Gonfalone: Drappo troncato di bianco e di azzurro… |                      |
|        | Valdastico Scudo partito e spaccato (inquartato). Nel PRIMO, di rosso alle due torri al naturale di differenti altezze, la maggiore a destra, e tre abeti disposti tra le torri, sorgenti dalla pianura di verde e roccia al naturale. Sopra le torri un lambello di azzurro a tre pendenti. Il tutto chiuso da una bordatura di azzurro. Nel SECONDO, fasciato d'oro e di rosso di dieci pezzi. Sul campo due forni gemelli da mattoni, in cotto. Nel TERZO, di azzurro al monte roccioso al naturale cui si appoggia una scala a piuoli poggiata col monte sulla pianura di verde al naturale con chiesa a sinistra e case a destra. Nel QUARTO, di verde al casotto della dogana. Capo di oro all'aquila di nero col volo levato. Sul tutto la croce formata da quattro catene di acciaio legate in cuore ad un anello attraversante sulla partizione. Corona ed ornamenti da comune. |                      |
|        | Valli del Pasubio D'azzurro, all'aquila al naturale, sorante, fissante la stella di cinque raggi, essa aquila attraversante il campo e la massa montagnosa di tre rilievi di argento, due grandi laterali uscenti dai fianchi, uno centrale, esiguo, cimato dal sacello ossario di argento, la massa montagnosa fondata sulla campagna concava di verde, l'aquila afferrante con gli artigli il drappo nazionale, lungo, stretto, svolazzante, attraversante la massa montagnosa e la campagna; essa campagna caricata nel cantone destro della punta dalle lettere maiuscole XVCD, di nero, ordinate in fascia. Decreto del Presidente della Repubblica 22 giugno 2005 Gonfalone: Drappo partito di azzurro e di bianco… Decreto del Presidente della Repubblica 22 giugno 2005 |                      |
|        | Val Liona |                      |
|        | Valstagna Delfino d'argento al naturale, nuotante sul mare verso sinistra e portante sul dorso il caduceo di Mercurio, con serpi verdi e ali d'argento, posto in palo. Decreto del Presidente della Repubblica 30 maggio 1953 Gonfalone: Drappo di colore azzurro, riccamente ornato di ricami d'argento e caricato dello stemma civico con l'iscrizione centrata in argento: Comune di Valstagna. Parti di metallo e cordoni argentati. L'asta verticale è ricoperta di velluto azzurro con bullette argentate poste a spirale. Nella freccia è rappresentato lo stemma del Comune e sul gambo inciso il nome. Cravatta e nastri ricolorati dai colori nazionali frangiati d'argento. |                      |
|        | Velo d'Astico Una vela a strisce bianche e rosse su fondo viola e alla base il mare. Gonfalone: drappo di azzurro… |                      |
|        | Vicenza Di rosso, alla croce d'argento. Corona patriziale Veneta. 2 Medaglie d'oro al Valor Militare appese per il loro nastro azzurro al decusso dei rami di quercia e d'alloro posti sotto lo scudo. D.C.G del 7 dicembre 1939 Gonfalone: Non possiede gonfalone, ma la bandiera nazionale con al centro lo stemma della città. |                      |
|        | Villaga D'argento al leone di nero linguato di rosso. Decreto del Presidente della Repubblica 9 maggio 1985 Gonfalone: drappo partito di rosso e di nero riccamente ornato di ricami di argento e caricato dallo Stemma sopra descritto con la iscrizione centrata in argento: "Comune di Villaga". Le parti di metallo ed i cordoni sono argentati. L'asta verticale è ricoperta di velluto dei colori del drappo, alternati, con bullette argentate poste a spirale. Nella freccia è rappresentato lo Stemma del Comune e sul gambo inciso il nome. Cravatta con nastri del tricolore nazionale frangiati d'argento. |                      |
|        | Villaverla Gonfalone: Drappo di bianco… |                      |
|        | Zanè D'azzurro, alla croce d'oro, sarchiata del campo. Ornamenti esteriori di Comune. D.P.C.M. del 4 febbraio 1961 Gonfalone: drappo partito di giallo e di azzurro… D.P.R. del 28 aprile 1961 |                      |
|        | Zermeghedo Troncato: nel PRIMO di rosso alle due spade d'argento, manicate d'oro, la destra attraversante; nel SECONDO, d'azzurro, al bue d'argento, pezzato di nero, stante sulla pianura diminuita di verde. Ornamenti esteriori di Comune. Gonfalone: drappo di azzurro… Precedentemente stemma: Di rosso, al monte all'italiana di tre cime d'argento, sormontato da due spade pure d'argento guarnite d'oro, poste in croce di Sant'Andrea. Ornamenti esteriori da Comune D.P.R. 10 febbraio 1956 Vecchio gonfalone: Drappo trinciato di rosso e di bianco… D.P.R. 10 febbraio 1956 |                      |
|        | Zovencedo Con sfondo bianco, è raffigurata una mucca al pascolo sotto una pianta posta all'inizio di un filare di viti con evidenziato un grappolo d'uva. Gonfalone: drappo di azzurro… |                      |
|        | Zugliano D'azzurro, alla croce latina d'argento, con la traversa affiancata da due stelle d'oro, a otto raggi Gonfalone: drappo partito di azzurro e di bianco… |                      |

## Ex comuni
| Stemma | Comune e blasonatura | Gonfalone e bandiera |
| ------ | --- | -------------------- |
|        | Barbarano Vicentino (dal 2018 soppresso per la costituzione del comune di Barbarano Mossano) D'azzurro, alla colomba d'argento, volante verso destra, con un ramo d'olivo al naturale nel becco. D.C.G del 9 febbraio 1935 Gonfalone: Drappo di azzurro… |                      |
|        | Grancona (dal 2017 soppresso per la costituzione del comune di Val Liona) Di rosso, a un torrione merlato alla guelfa, posto in fondo ad un vallone, accostato da due colline di verde, e da un torrente al naturale. Motto: Per aspera ad astra. Gonfalone: Drappo di azzurro…                                                                                |                      |
|        | Mossano (dal 2018 soppresso per la costituzione del comune di Barbarano Mossano) D'argento, al torrione privo di merli, di rosso, chiuso di nero, fondato sulla collina tondeggiante di verde, essa collina uscente dai fianchi e fondata in punta. Ornamenti esteriori da Comune. D.P.R. del 30 ottobre 2008 Gonfalone: Drappo troncato di rosso e di bianco… |                      |
|        | San Germano dei Berici (dal 2017 soppresso per la costituzione del comune di Val Liona) Di cielo, al ponte di tre archi in muratura, uscente dai margini e attraversante un fiume scorrente nella campagna, sormontato da un grappolo d'uva nera, fogliato di due, il tutto al naturale. Capo di rosso alla croce d'argento.                                   |                      |